# Al-Hassan al-Basrî
Pour les articles homonymes, voir Al-Basrî.
Al-Hassan al-Basrî (arabe : الحسن البصري), de son vrai nom Abu Sa`îd al-Hassan ibn Abi al-Hassan Yassar al-Basrî, né en 642 à Médine sous le califat de Omar ibn al-Khattab était un des plus importants savants musulmans de l'âge classique islamique. Ses parents étaient d'origine perse,. Il est connu pour son savoir, son ascèse, et pour avoir transmis nombre de ḥadīths. Il mourut en 728 (110 A.H.), ou selon une autre version en 737[réf. nécessaire].

## Biographie
Son père, Yassar — appelé plus tard Abu al-Hassan (père de Hassan) — était un propriétaire de terrains au Khuzestan, une province perse. Il fut pris captif lors d'une expédition militaire du second calife de l'islam, Omar ibn al-Khattâb, et ramené à Médine avec sa famille. Ils leur rendront leur liberté plus tard.
À sa naissance on rapporte que Hassan al-Basri fut amené à Omar ibn al-Khattab implorant Allah de le rendre sage dans la religion et aimé des hommes. Oum Salama allaita al-Hassan si bien que les gens pensaient que la hikma et les connaissances acquises par al-Hassan al-Basri étaient dues à sa rencontre avec Omar et l'allaitement d'Oum Salama. Il est donc un tab‘în, celui qui connut des compagnons de Mahomet.
Al-Hassan est très présent dans les transmissions de hadith, puisqu'il transmit plus de 1 400 hadiths dans neuf recueils de hadiths.
Les érudits des ḥadīth pensent qu'il ne rapporta rien de Abu Hurayra directement, alors qu'ils sont partagés pour savoir s'il rapporta des narrations d'`Ali ibn Abi Talib. L'imam Ahmad considéra que oui car il est prouvé qu'il transmit un hadith commençant par "Ali me dit..." ; de même l'imam al-Suyuti et le shaykh Ahmad al-Ghumari qui citent des chaînes de transmission (isnâd) prouvant ces narrations directes depuis Ali. 'Abd al-Razzaq as-san'ani rapporte même qu'Ali suivit une fois une recommandation de Al Hassan pour rendre un jugement. Al-Bazzar dans son musnad liste les compagnons desquels Al-Hasan narra des récits ou non.
Les élèves de Al Hassan (par exemple Abd al-Wahid ibn Zayd) étaient si pieux et ascètes qu'ils créèrent des centres de dévotions à Bassorah qui fera la renommée de cette ville comme le dira plus tard Ibn Taymiyya que « l'origine du tasawwouf est Bassorah ».
Il était connu pour son ascétisme et sa piété, à tel point qu'il disait :

« Le cœur qui aime Allah, aime la fatigue et préfère la souffrance. Il est hors de question que celui qui préfère le repos obtienne le paradis. Celui qui aime (ce qu’il y a auprès d’Allah) sera généreux avec lui-même s'il est sincère, et il abandonnera les souhaits, car ils sont l’arme des stupides. »

Il est rapporté qu'il portait une cape en laine (jubba) toute l'année, aussi bien en été qu'en hiver. ("Alî en aurait revêtu al-Hasan al-Basrî, en l'engageant sous la foi du serment à suivre la voie [soufie]", al-Muqaddima, III, LI, d'ibn Khaldun) 
Il regrettait que la religion fût instrumentalisée par la politique.
On l'associe au mouvement qadarite. Il a fréquenté Ghaylan al-Dimashqi et Ma'bad al-Juhani.